# مارکو باربارو
مارکو باربارو (انگلیسی: Marco Barbaro; ۱ ژانویهٔ ۱۵۱۱ – ۱ ژانویهٔ ۱۵۷۰) پدیدآور، تاریخ‌نگار، شجره‌شناس، و نویسنده اهل ونیز که کتاب Genealogie Patrizie اثر اوست.